# لیتک (دهانه)
لیتک یک دهانه برخوردی در ماه‌ است.